# Tartarogryllus nigericus
Tartarogryllus nigericus är en insektsart som beskrevs av Lucien Chopard 1961. Tartarogryllus nigericus ingår i släktet Tartarogryllus och familjen syrsor. Inga underarter finns listade i Catalogue of Life.